# Battaglia della seconda harra
La battaglia della seconda harra fu uno dei maggiori episodi militari della cosiddetta seconda guerra civile araba (la prima essendo quella che contrappose ʿAlī b. Abī Tālib a Muʿāwiya b. Abī Sufyān a Siffīn). Essa prende il suo nome dalla distesa basaltico-rocciosa (la ḥarra appunto) a nord-est di Medina ove si affrontarono nel 683 l'esercito inviato dal califfo omayyade Yazīd I e i ribelli medinesi.

## Premesse
La storia delle successioni califfali mostra quante tensioni nell'Islam abbiano accompagnato l'avvicendamento sul trono della suprema carica musulmana. Abū Bakr era stato scelto per acclamazione. Questi, sul suo letto di morte, nominò ʿUmar suo successore ed ʿUmar, stabilendo ancora un altro precedente, rimise la designazione nelle mani di un consiglio ( shura ). Il privilegio della scelta del nuovo califfo era supposto essere un diritto dei medinesi, Ansar come Muhajirun, e nelle due ultime elezioni, anche se ciò era poco più di un riconoscimento formale di una nomina già fatta, la successione fu ratificata dal popolo di Medina. Il quarto avvicendamento, l'elezione di ʿAlī, benché effettuato sotto la pressione degli assassini di ʿUthmān, aveva una qualche somiglianza con l'elezione popolare del primo califfo. Seguì la ribellione di Talha e ʿAbd Allāh b. al-Zubayr, basata sull'accusa che il riconoscimento fosse stato loro estorto, e la successiva lotta tra Muʿāwiya e ʿAlī terminata con l'arbitrato di Dumat al-Jandal e il doppio califfato.
Morto ʿAlī, gli subentrò il figlio al-Hasan eletto non come fino a quel momento dal popolo di Medina, ma dai cittadini di Kufa. Hasan infine rinunciò al trono, primo esempio di abdicazione nella storia dell'Islam, a favore di Muʿāwiya che rimase unico califfo. Alla fine del suo regno, l'omayyade, influenzato forse da queste considerazioni e minacciando la successione difficoltà, provò, a differenza dei suoi predecessori, a porvi rimedio anticipatamente. Senza dubbio dominato anche del desiderio di mantenere il califfato all'interno della sua linea familiare, Muʿāwiya intraprese il progetto di nominare suo figlio Yazīd I successore al trono. Quale unico mezzo di obbligazione da lui avuto sui capi arabi, voleva, finché era in vita, vincolarli, a suo figlio Yazīd con un analogo giuramento di fedeltà, scongiurando in tal modo il pericolo di una successione contestata. Essi naturalmente, eccetto i siriani, speravano, alla morte di Muʿāwiya, di liberarsi dal suo giogo e levarono in alto le voci accusando il vecchio sovrano di commettere una inaudita innovazione introducendo la successione di padre in figlio come esisteva presso i sasanidi e i bizantini. Secondo la legge tradizionale araba, il potere governativo poteva essere trasmesso ereditariamente all'interno di una tribù o clan, al suo membro più rappresentativo, non però direttamente in una famiglia o casato. Secondo l'Islam infatti il potere non era affatto una proprietà umana rispetto alla quale si potessero affermare diritti ereditari. I clamori erano però fuori misura, giacché, anche se Yazīd non aveva diritto alla successione, non poteva comunque in alcun modo esserne escluso.

## La successione di Yazīd
In Medina, la vecchia capitale, riguardata sempre come luogo deputato all'elezione del califfo, la protesta fu vivace, particolarmente da parte di dei figli di alcuni vecchi compagni del Profeta: al-Husayn b. ʿAli, ʿAbd Allāh b. ʿUmar, ʿAbd al-Rahmān b. Abī Bakr e ʿAbd Allāh b. al-Zubayr. Muʿāwiya non vi prestò attenzione e realizzò parte del suo progetto convocando a Damasco deputazioni da tutte le provincie dell'impero e raccogliendone, ricorrendo ove necessario alla generosità, l'omaggio a Yazīd. Partì poi, accompagnato da 1000 cavalieri degli Asawira, alla volta di Medina e della Mecca, con l'apparente proposito di compiere la ʿumra, ma in realtà per ottenerne l'assenso alla successione di Yazīd. Sotto la minaccia della spada anche le due città sante, dovettero consentire a prestare la loro bayʿa; restavano comunque dissenzienti i summenzionati importanti obiettori che, trattati ruvidamente da Muʿāwiya all'entrata in Medina, si rifugiarono alla Mecca.
Salito al trono (7 aprile 680), Yazīd, informò come primo suo atto il Wāli di Medina, il cugino al-Walid b. Utba b. Abi Sufyan, della morte di suo padre, ordinandogli anche di assicurarsi che fosse pronunciato il giuramento di fedeltà a lui da parte di al-Husayn b. ʿAli, ʿAbd Allāh b. ʿUmar e ʿAbd Allāh b. al-Zubayr.
Waliid fu consigliato da Marwan di arrestare immediatamente al-Husayn e Ibn al-Zubayr prima che essi venissero a conoscenza della morte di Muʿāwiya. Questi non agì però prontamente e i due fuggirono alla Mecca. Quanto a Ibn ʿUmar, non era considerato pericoloso: si diceva che avrebbe accettato il califfato solo se gli fosse stato offerto su di un piatto d'argento, oltretutto in quel momento egli era assente da Medina e quando tornò, saputo che tutti avevano prestato il loro giuramento, lo fece anche lui senza esitazioni.

## Contro al-Ḥusayn: Kerbelāʾ
Nel mese di muharram 61 (ottobre 680) avvennero i tristi fatti di Kerbelāʾ; è da dire che Yazid non aveva dato l'ordine di uccidere al-Husayn e si trovò di fronte al fatto compiuto, ne è testimonianza la magnanimità e la generosità che usò nei confronti dei componenti della famiglia dell'alide che erano scampati all'eccidio. Rimaneva ora il rivale più pericoloso, Ibn al-Zubayr. Yazīd era restio ad attaccarlo all'interno della Mecca, poiché nella Città Santa i combattimenti e il versamento di sangue erano proibiti. Prima dunque che gli avvenimenti trascendessero e si arrivasse alla guerra aperta, le schermaglie tra il califfo e il suo furbo oppositore si intensificarono.

## Contro ʿAbd Allāh b. al-Zubayr
Si colloca in questo periodo, anno 680, l'episodio variamente riportato dalla tradizione, in cui Yazīd, saputo delle invettive che Ibn al-Zubayr, dopo i fatti di Kerbelāʾ, andava scagliando all'indirizzo dei Kufani, del governo e segretamente dello stesso califfo, giurò di volerlo vedere in catene innanzi a sé. Venuto a più miti consigli gli inviò una catena d'argento da indossare; quando l'inviato attraversò Medina, Marwān recitò dei versi coi quali lasciava intendere che indossare la catena sarebbe stata un'umiliazione. Ibn al-Zubayr lo seppe e la rifiutò. Questo fatto aumentò il suo prestigio, anche i medinesi gli scrissero, dicendo che egli, dopo la morte di Husayn, era il più prossimo pretendente al trono califfale. Tra le versioni dell'episodio è particolarmente importante quella di al-Waqidi riportata in Ṭabarī 2,223. Secondo essa Yazīd, stanco dei negoziati infruttuosi con Ibn al-Zubayr, giurò di ridurlo in catene. Ordinò dunque al Wāli di Medina, ʿAmr b. Saʿīd b. al-ʿĀṣ, subentrato ad al-Walīd b. Utba per l'inerzia da questi dimostrata, di inviargli contro un'armata, comandata da un suo fratello ostile, di nome ʿAmr.
Questi giunse a Mecca senza incontrare resistenza e vi entrò. Qui disse al fratello che doveva presentarsi davanti al califfo con una catena d'argento al collo, che poteva nascondere anche sotto le vesti, e prestare giuramento. ʿAbd Allāh rifiutò sdegnato e immediatamente fece sopraffare la guardia del corpo del fratello che, indifeso, fu catturato e messo orribilmente a morte nel carcere di ʿĀmir. Alla fine dell'anno ʿAmr fu rimosso dal governatorato di Medina per un intrigo interno alla famiglia omayyade e fu rimesso al suo posto Walīd, ma non per molto. Con Medina in fermento, l'astuto Ibn al-Zubayr, simulando sempre un atteggiamento amichevole, scrisse una lettera a Yazīd, consigliandogli di sostituire Walīd e di inviare al suo posto un governatore più benevolo, al fine di placare l'agitato animo popolare.
Yazīd accolse la proposta e rimpiazzò al-Walīd con un altro suo cugino di nome ʿUthmān b. Muhammad b. Abī Sufyān, un giovane inesperto e presuntuoso. Ciò accadde tra la fine dell'anno 682 e l'inizio del 683. Costui, in un momento così difficile, inviò a Damasco una deputazione di cittadini medinesi, Anṣār e Muhājirūn, composta da personalità influenti della pubblica opinione che, pur non essendo del tutto a favore di Ibn al-Zubayr, erano comunque in una certa misura avversi alla famiglia omayyade. Egli sperava, così facendo, che la generosità e le promesse del califfo potessero guadagnarli al suo partito. La deputazione fu ricevuta da Yazīd nella maniera più munifica e andò via portando con sé ricchi doni. Al suo ritorno in Medina l'accoglienza ricevuta non impedì però ai suoi membri di raccontare le cose più terribili sul califfo: che si divertiva con combattimenti di galli e cani, che cercava le peggiori compagnie, che beveva vino al suono di musica e canti, che insomma era una persona senza religione.

## Contro i contestatori di Medina
Yazīd comunque, non volendo portare le armi contro la città sede del suo clan, fece un ultimo tentativo, e inviò a Medina una missione guidata dal wāli di Basra Nuʿmān b. Bashīr che tuttavia trovò orecchie sorde alle sue prediche. Il malcontento attendeva solo un'occasione per mutarsi in aperta rivolta e questa fu offerta dall'arrivo in Medina di Ibn Mina, intendente dei possedimenti di Muʿāwiya, venuto a sorvegliare il raccolto delle terre del califfo in quel distretto. Glielo impedirono, poi nella grande moschea organizzarono una rappresentazione che non ricordava in nulla la liturgia più moderna dell'Islam ma piuttosto l'uso della vecchia jāhiliyya: i ribelli dichiarano deposto Yazīd sfilandosi sandali mantelli e turbanti e ammucchiandoli nel cortile. Era questo il gesto simbolico con cui la democrazia araba manifestava la fine del mandato assegnato ai suoi rappresentanti. Ciò fatto i ribelli nominarono loro capo ʿAbd Allāh b. Ḥanẓala, uno di componenti della deputazione inviata a Damasco, un Anṣār molto conosciuto per essere il figlio del famoso martire di Uhud, il cui cadavere sarebbe stato sottoposto al previsto lavacro dagli angeli. Temendo di indisporre i Muhājirūn, non osarono però chiamarlo califfo, e si accordarono sulla formula seguente: la bayʿa sarà prestata al capo Ansar “in vista di arrivare alla deposizione di Yazid”.
Tale formula non soddisfece la popolazione non-Anṣār di Medina, e i Muhājirūn coreisciti e i beduini reclamarono una parte del comando. Il capo da loro scelto fu ʿAbd Allah b. Mutiʿ, un personaggio insignificante del clan degli ʿAdī, il medesimo cui era appartenuto il califfo ʿUmar. Fu data soddisfazione anche ai Muhājirūn non-coreisciti che elessero capo Maʿqil b. Sinān. Il successivo atto dei ribelli fu quello di attaccare gli Omayyadi che si erano raccolti a Medina dopo la rivolta della Mecca. Costoro che, con i loro mawlā, servitori e seguaci, assommavano a circa 1000 uomini in grado di combattere, si raccolsero nei pressi della casa di Marwān nel Wadi al-qura. Facendosi la loro situazione sempre più difficile, inviarono pressanti richieste di aiuto a Yazīd, il quale, pur di cattivo umore per la loro mancanza di combattività, decise di inviare un'armata nel Hijaz. Ben conscio che il vero pericolo era costituito da Ibn al-Zubayr, Yazīd era ancora disposto a risparmiare Medina, ma a una condizione: che i medinesi lasciassero passare le sue truppe dirette alla Mecca. A capo della spedizione fu posto ʿAmr b. Saʿīd, ma questi rifiutò dicendo che non voleva versare il sangue dei Quraysh e suggerì di assegnare il comando a un non Quraysh. Yazīd si rivolse allora a un fidato servitore di suo padre: Muslim b. ʿUqba al-Murrī, un vecchio soldato di ferrea disciplina. Venne organizzato subito il reclutamento delle truppe e, al prezzo della normale paga più un'aggiunta di 100 dīnār versati subito, venne raccolta un'armata composta da un numero di soldati che le fonti fanno oscillare tra le 4 000 e le 12 000 unità. Anche l'equipaggiamento, in vista di una campagna così difficile ed impopolare, fu particolarmente curato. Frattanto gli Omayyadi assediati in Medina avevano raggiunto un accordo con gli insorti: potevano ritirarsi a condizione di non dare alcuna assistenza all'armata siriana.
Marwān dunque, dopo avere affidato la sua famiglia ad ʿAlī b. al-Ḥusayn, detto poi Zayn al-ʿĀbidīn, scampato al massacro di Kerbalāʾ, che la inviò insieme al suo harem a Ṭāʾif, si pose in cammino con i suoi verso la Siria. L'armata di Muslim, si pose anch'essa in marcia, e il vecchio capo, essendo aumentati i suoi malanni durante i preparativi della spedizione, dovette partire in lettiga. Nel Wādī al-Qurā incontrarono gli Omayyadi fuggitivi, e mentre molti continuarono il loro cammino verso la Siria, Marwān si unì invece all'armata e partecipò anche alle operazioni militari. Nel 683, le forze califfali raggiunsero Medina e si accamparono nella harra a nord-est della città. Muslim diede agli insorti tre giorni di tempo per riflettere, dicendo che era pronto a ripiegare e a proseguire contro gli Ipocriti ( Munāfiqūn ) che si nascondevano alla Mecca, giacché non voleva spargere il sangue di coloro che erano la radice dell'Islam e dell'Impero.
Essendo stati i preparativi della spedizione laboriosi, i rivoltosi avevano avuto tempo di organizzare la difesa della città. Punto vulnerabile di Medina era l'angolo nord-est prospiciente la harra (la cosiddetta Harra Wāqim ). Lì si erano sempre concentrati gli attacchi, dai tempi di Uhud a quelli di Aḥzāb. Si poté dunque riprendere le opere di fortificazione del Profeta e perfezionarle, non però la trincea storica, distrutta dagli straripamenti dello Buthhan, o occupata dai giardini e dalle costruzioni recenti. Gli insorti combattevano in tre corpi separati: quello degli Anṣār, comandato da ʿAbd Allāh b. Ḥanẓala, quello dei Quraysh comandato da ʿAbd Allāh b. Mutiʿ e quello degli altri Muhājirūn comandato da Maʿqil b. Sinān. Nonostante questi gruppi dovessero far tutti capo al comandante supremo ʿAbd Allāh b. Ḥanẓala, possessore del contingente più numeroso, nella realtà la coesione e l'intesa mancherà loro totalmente.
Il 26 agosto 683 gli Ansar ingaggiarono coraggiosamente il combattimento, sconvolgendo con la loro carica le linee siriane. Il comandante della cavalleria Fadl b. ʿAbbās penetrò fino alla tenda di Muslim, assente dallo scontro per il suo precario stato di salute, e uccise il suo schiavo che portava una bandiera nelle mani. Credendo di avere ucciso il vecchio capo, ebbro di vittoria torna dai suoi ad annunziare la grande notizia. Muslim però reagisce prontamente: raccolte tutte le sue forze, prese ad incoraggiare con la sua presenza e il suo esempio i siriani che, abbattuti, stavano per darsi alla fuga. Egli stesso incalza Fadl e lo uccide. Al suo seguito le schiere siriane si gettano di nuovo in battaglia e costringono la cavalleria medinese a ritirarsi. L'inizio dell'azione era stata dunque favorevole ai ribelli. Lasciato l'accampamento nella harra, Muslim fa montare la sua tenda sulla via di Kufa. Poi dà alla cavalleria l'ordine di attaccare. Ibn Hanzala la riceve alla testa dei suoi fanti sostenuto da uno squadrone di Quraysh a cavallo. Di colpo i cavalieri siriani facendo voltafaccia, prendono la via del loro campo, arrestandosi di tanto in tanto per rallentare l'inseguimento, in realtà per trattenere gli avversari lontano dal fossato, base delle loro operazioni. Allorché gli Ansar si avvicinavano al corpo di battaglia, si vedono ricevere da una divisione di siriani comandati da Muslim in persona, mentre la cavalleria manovrava per accerchiarli. Viene ingaggiata allora una battaglia. Serrati da vicino gli Ansar e i Quraysh si difendevano con la forza della disperazione. Volendo risparmiare il sangue dei suoi soldati, Muslim fece avanzare gli arcieri e crivellare di frecce i compagni di Ibn Hanzala. Nello stesso tempo la cavalleria completava la manovra accerchiante. Fu l'inizio dello sbandamento, ad eccezione dei valorosi riuniti attorno al capo Anṣār. I Quraysh furono i primi a fuggire, ed alla loro testa Ibn Mutiʿ: andranno a riunirsi a Ibn al-Zubayr alla Mecca. Tra gli Anṣār, il clan dei Banū Ḥāritha aveva occupato sempre un posto a parte. Le loro liti con gli ʿAbd al-Ashhal, il clan più devoto all'Islam tra gli Aws, li aveva tenuti discosti dagli intrighi orditi contro il califfo ʿUthmān; erano annoverati tra gli ʿUthmāniyya e alcuni matrimoni li univa alla famiglia omayyade. Questi fatti li rendeva sospetti alla tradizione medinese, che all'epoca della prima trincea li accusò di tradimento. Il loro quartiere, situato nella parte orientale di Medina, confinava con la harra e dunque con il campo trincerato. Nei giorni precedenti, Marwān sarebbe entrato per parlare con loro. Nel corso del combattimento, alla testa di un forte distaccamento di cavalleria, l'omayyade gira intorno Medina, cavalca attraverso la città sguarnita, esce attraverso il quartiere dei Banū Ḥāritha, prende alle spalle i difensori del fossato e li schiaccia nella loro trincea. Poi piomba alle spalle degli Anṣār, raggruppati attorno al loro capo. Ibn Hanzala si fa uccidere, circondato dai suoi otto figli e da un pugno di coraggiosi. I siriani vincitori si pongono all'inseguimento dei fuggitivi e al loro seguito penetrano in Medina. Cominciano allora i tre giorni di saccheggio senza pietà autorizzato da Yazīd.
Nonostante i dubbi sulla realtà e la durata di questi giorni di violenze e devastazioni, le fonti sono unanimi e aggiungono particolari difficilmente trascurabili. Le vittime, a seconda delle stime, variano per gli Anṣār e i Quraysh dai 180 ai 700 individui, mentre per gli altri insorti dai 4 000 ai 7 000 individui. Il giorno seguente Muslim obbligò gli sconfitti a rinnovare il giuramento a Yazīd, e trascendendo i termini della formula ordinaria, pretese che essi si riconoscessero schiavi del califfo, che in questo modo poteva disporre a proprio piacimento delle loro persone e dei loro beni. Coloro che si rifiutarono di sottomettersi a questa formula o che cercarono di porre condizioni furono giustiziati. Tra questi vi fu anche Maʿqil b. Sinān capo dei Muhājirūn. Uno dei figli del califfo ʿUthmān ebbe la barba strappata. Quanto ad ʿAlī b. al-Husayn, Muslim aveva ricevuto ordine da Yazīd che fosse portato in salvo, giacché non aveva partecipato alla rivolta, appena le truppe fossero entrate in città; fu trattato dunque col massimo rispetto. Muslim - che, per la durezza con cui procedette verso i vinti, fu soprannominato Musrif, - non festeggiò a lungo a Medina e partì subito per la Mecca dove doveva affrontare il nemico più temibile: Abd Allah ibn al-Zubayr.